# Pfaff

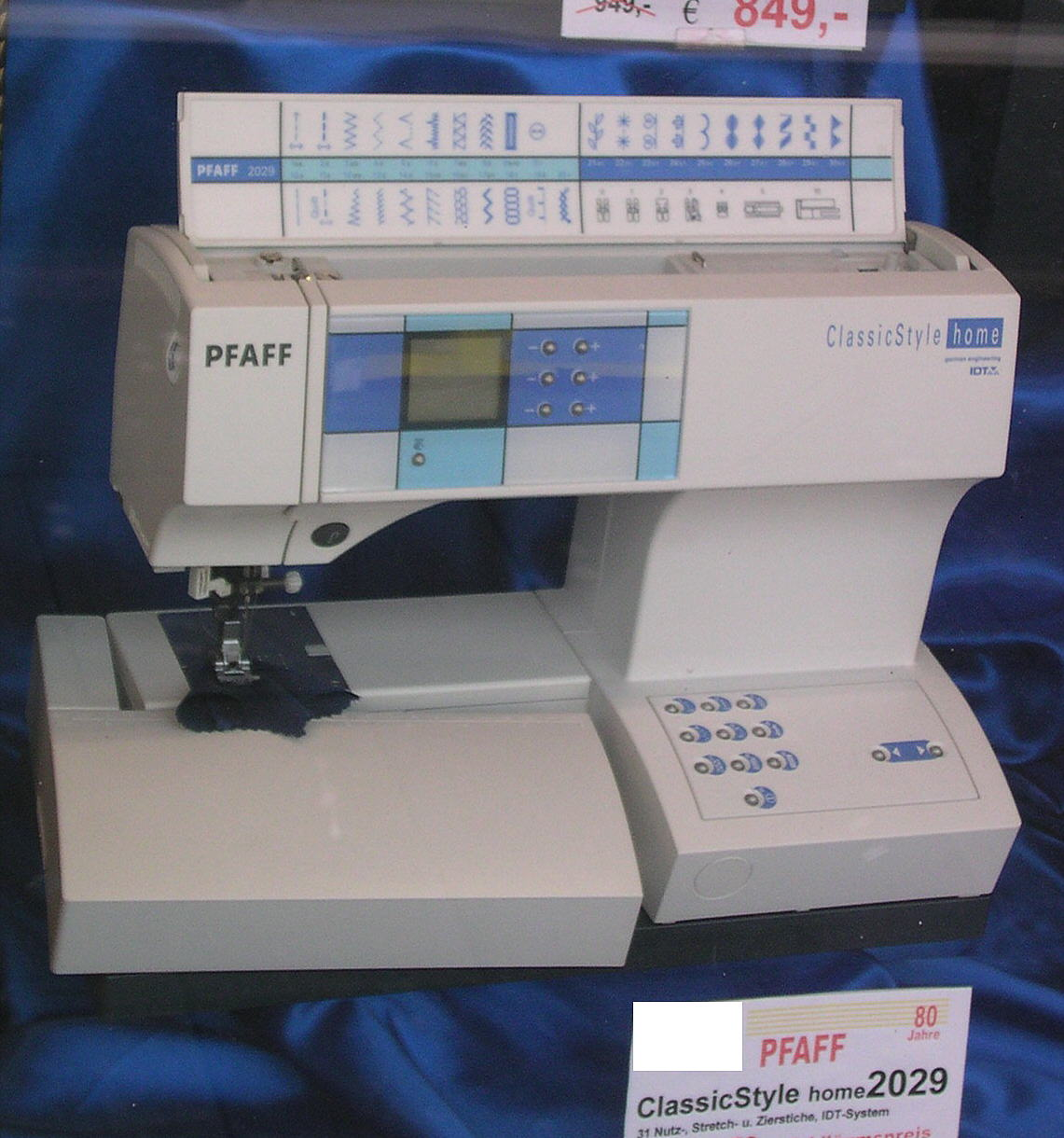
Швейная машина Pfaff «ClassicStyle home 2029»

Pfaff — немецкая компания, производитель швейных машинок. Образована в 1862 году когда основатель компании, Георгий Михаэль Пфафф, изготовил свою первую швейную машину. В данный момент это предприятие с более чем 40 дочерними фирмами, которое предлагает несколько десятков моделей швейных машин и оверлоков. Конструкторы этой компании изобрели вращающийся челнок двойного обегания и электронный педальный пускатель.
В 2000 году Pfaff была куплена конкурирующей компанией Husqvarna AB. В 2006 году они вместе с компанией Зингер вошли в состав группы компаний SVP Worldwide.

## История
Компания PFAFF основана в Кайзерслаутерне (Германия) в 1862 году производителем инструментов Георгом Михаэлем Пфаффом (1823—1893). Первая машина Пфаффа была ручной работы и предназначалась для сшивания кожи при производстве обуви.
В 1885 году Георг Михаэль Пфафф открыл в Лондоне магазин швейных машин. Фабрика PFAFF была расширена и модернизирована. Георг Пфафф, второй сын основателя, принял управление компанией после смерти своего отца в 1893 году и с большим успехом расширил её. Старший сын основателя, Якоб Пфафф, умер в 1889 году. Его дочь, Лина Пфафф, взяла на себя управление компанией в 1917 году, когда умер её брат Георг, и успешно управляла ею в глобальном масштабе до 1926 года. Её племянник, Карл Пфафф, взял на себя управление над компанией, когда она вышла на пенсию в возрасте семидесяти двух лет.
В 1910 году компания выпустила свою миллионную машину. В 1999 году компания Pfaff была куплена Husqvarna Viking.
В 2006 году американская инвестиционная компания Kohlberg & Company, владеющая Singer, приобрела шведскую VSM Group, владеющую Husqvarna Viking и PFAFF, тем самым создав SVP Worldwide.
В марте 2013 года немецкая холдинговая компания SGSB Group Co. Ltd., ShangGong (Europe) Holding Corp. GmbH, приобрела 100 % акций PFAFF Industriesysteme und Maschinen AG.

## Конкуренты
- Brother
- Juki
- Janome
- Зингер (компания)